# Брю, Кевин
Кевин Брю (фр. Kévin Bru; 12 декабря 1988, Париж, Франция) — французский и маврикийский футболист, полузащитник сборной Маврикия.

## Биография

### Клубная карьера
Профессиональную карьеру начал в четвёртом дивизионе Франции в составе фарм-клуба французского «Ренна». 24 января 2007 года дебютировал за основную команду «Ренна» в матче Лиги 1 против «Монако», выйдя на замену на 86-й минуте вместо Джимми Бриана. Всего отыграл в Лиге 1 два матча. Конец сезона 2007/08 и сезон 2008/09 провёл в аренде в клубах Лиги 2 «Шатору» и «Клермон». 12 января 2010 года покинул «Ренн» и продолжил карьеру в клубах Лиги 2, где выступал за «Дижон», «Булонь» и «Истр». Летом 2013 года подписал контракт с клубом чемпионата Болгарии «Левски». 31 июля 2014 года перешёл в клуб английского Чемпионшипа «Ипсвич Таун».

### Карьера в сборной
Выступал за сборную Франции до 19 лет. 5 июня 2011 года дебютировал за сборную Маврикия в отборочном матче кубка африканских наций против сборной ДР Конго, в котором провёл на поле все 90 минут. 22 марта 2018 года в товарищеской игре против сборной Макао, забил первый мяч за сборную.

## Семья
Старший брат Жонатан (р. 1985) также стал футболистом и выступал за сборную Маврикия.